# Ехея
Ехея (ηχεία, дослівно відлуння грецькою), або звукова ваза, або акустична банка, — це горщик або посудина, яка за функціями схожа на сучасну басову пастку. Вона, ймовірно, використовувалася в давньогрецьких театрах для посилення голосів виконавців за допомогою резонансу, але археологічних підтверджень цьому не було знайдено. Вони, як правило, виготовлялися з бронзи, але також могли бути з глиняного посуду задля економії.

## Конструкція
Посудини, згадані Вітрувієм у своїй De architectura, були виготовлені з бронзи і розроблені спеціально для кожного унікального театру. Потім їх розміщали в нішах між кріслами театру, навмисно так, щоб їх ніщо не торкалося. Використовувалися математичні розрахунки, щоб вирішити, де їх слід розмістити. «Вони мають бути встановлені догори дном і підтримуватися з боку, який повернутий до сцени, з клинами висотою не менше ніж півфута».

## Використання
Обговорюються як їх використання в римські часи, так і їхня корисність. Томас Нобл Хоу написав у своєму коментарі до «De architectura» Вітрувія: «Ці посудини, бронзові чи глиняні, можуть бути ще одним прикладом того, як Вітрувій виділив високотехнічну особливість грецької архітектури, яка була незвичайною. Залишається спірним, чи посилювали такі посудини звук, чи приглушували його». За словами римського письменника Вітрувія, ехеї використовувалися з «належною увагою до законів і до гармонії фізики». Вази керували резонансом, посилюючи ключові частоти голосів виконавців і поглинаючи голоси глядачів, що змінювало звук у театрі, щоб голоси виконавців були чистішими та пишнішими. Розмір і форма театру визначали кількість використовуваних ехей та їх розташування в ньому.
Є ймовірність, що ехеї взагалі не використовувалися, оскільки вони, можливо, ніколи й не існували. Брілл стверджує; «Можливо, що Вітрувій, дотримуючись вчення Арістоксена про гармонію, прийняв спекуляцію за реальність».

## Історія
Вітрувій згадує людину на ім'я Луцій Муммій, який зруйнував театр у Коринті. Потім він привіз залишки бронзових ехей будівлі назад до Риму. Продавши фрагменти, Мумій використав гроші, щоб зробити жертву посвяти в храмі Луни.
Подібні пристрої використовувалися в ранніх церквах. Деякі були знайдені в склепінчастій стелі хору Страсбурзького собору, а також у мечетях 11 століття.
У міському парку в Сіракузах, Італія, художник Мікеле Спангеро [Архівовано 5 квітня 2022 у Wayback Machine.] побудував Echea Aeolica [Архівовано 21 травня 2022 у Wayback Machine.] у 2015 році. Ця звукова скульптура зі скловолокна та сталі заснована на зразок ехеї, «щоб створити зв'язок із стародавньою історією краю, ніби вона веде відлуння здалеку». Постійна інсталяція є інтерактивною, що заохочує глядачів використовувати її як пристрій для прослуховування.